# Federico Laurito
Federico Raúl Laurito (Rosário, 18 de maio de 1990) é um futebolista profissional argentino que atualmente joga pelo Club Deportivo Cuenca.